# Metello (nome)
Metello  è un nome proprio di persona italiano maschile.

## Varianti
- Femminili: Metella[1][2][3]

## Origine e diffusione
Riprende il cognomen romano Metellus/Metella, assai diffuso fra la gens Caecilia e portato da numerosi personaggi storici di rilievo; etimologicamente, risale ad un arcaico termine latino, metellus, di probabile derivazione etrusca e d'incerto significato (forse "servo stipendiato", "operaio", "mercenario"). Secondo altre fonti, risale invece al termine metella, indicante una cesta di pietre che durante un assedio si rovesciava addosso a chi tentava la scalata delle mura.
Diffusosi soprattutto grazie alla fama delle varie figure storiche così chiamate (sostanzialmente ininfluente il culto di san Metello, pressoché assente in Italia), il nome ha conosciuto una leggera ripresa nella seconda metà del XX secolo, grazie al successo del romanzo di Vasco Pratolini Metello (1955), e dell'omonimo film ad esso ispirato (1970). Gode comunque di scarsa diffusione, ed è attestato sporadicamente nel centro-nord Italia, con due terzi delle occorrenze in Toscana, specie a Firenze.

## Onomastico
L'onomastico viene festeggiato il 24 gennaio in ricordo di san Metello, martirizzato con Eugenio, Mardonio e Musonio a Neocesarea del Ponto, in Asia Minore.

## Persone
- Metello Bichi, cardinale e arcivescovo cattolico italiano

### Storia romana
- Quinto Cecilio Metello Macedonico, politico e generale romano durante la terza guerra macedone
- Quinto Cecilio Metello Numidico, console romano che guidò la guerra contro Giugurta
- Quinto Cecilio Metello Balearico, console nel 123 a.C.
- Lucio Cecilio Metello Dalmatico, console nel 119 a.C. e pontefice massimo nel 115 a.C.
- Quinto Cecilio Metello Nepote, console nel 98 a.C.
- Quinto Cecilio Metello Pio, console nell'80 a.C.
- Quinto Cecilio Metello Celere, pretore nel 63 a.C. e console nel 60 a.C.

### Variante femminile Metella
- Metella Raboni, costumista italiana

## Il nome nelle arti
- Metello è un romanzo storico di Vasco Pratolini ambientato negli anni dal 1872 al 1902; il protagonista, Metello Salani, è un orfano che, trasferitosi a Firenze all'età di quindici anni, trova lavoro come manovale. Egli, maturando consapevolezza dei propri diritti, partecipa agli scioperi del movimento socialista di quegli anni.